# Urevangelium
Als Urevangelium wird ein hypothetisches Evangelium bezeichnet, das den bekannten vier kanonischen Evangelien vorausgegangen sein soll und aus dem insbesondere die drei Synoptiker Markus, Lukas und Matthäus geschöpft haben sollen, als sie ihre Evangelien niederschrieben. 
Mit der Annahme eines solchen Urevangeliums sollte erklärt werden, dass trotz der großen Übereinstimmung der synoptischen Evangelien in den Grundzügen ihrer Erzählung von den Reden und Taten Jesu Christi dennoch Abweichungen und Varianten bestehen, die nicht miteinander übereinstimmen. Das Urevangelium, so die gängige Annahme, habe nur kurze, kursorische Angaben enthalten, und diese wären von den Evangelisten eigenständig oder unter Heranziehung von überliefertem Traditionsmaterial weiter ausgeführt worden.

## Antike Überlieferung
Die Annahme eines vom Apostel Matthäus in hebräischer oder aramäischer Sprache verfassten Ur-Evangeliums geht auf die Darstellung der frühchristlichen Kirchenväter zurück. Aus diesem Grund beginnt das Neue Testament mit dem Matthäusevangelium. Die einflussreichste Aussage über ein von Matthäus verfasstes Urevangelium stammt von Eusebius von Caesarea, der sich seinerseits auf Papias von Hierapolis beruft:

„Matthäus hat die Logien (von Jesus) also in hebräischer Sprache zusammengestellt; es interpretierte sie ein jeder aber so gut er es vermochte.“

An anderer Stelle schreibt Eusebius:

„Matthäus, der zunächst unter den Hebräern gepredigt hatte, schrieb, als er auch noch zu anderen Völkern gehen wollte, das von ihm verkündete Evangelium in seiner Muttersprache; denn er suchte denen, von welchen er schied, durch die Schrift das zu ersetzen, was sie durch sein Fortgehen verloren.“

Eine ähnliche Sicht vertreten auch viele andere kirchliche Autoren der Antike. Über alle vier Evangelien schreibt Augustinus von Hippo:

„... zuerst Matthäus, dann Markus, als Dritter Lukas, zuletzt Johannes.“

„Unter diesen vier wird in der Tat nur von Matthäus angenommen, dass er in hebräischer Sprache geschrieben habe, die anderen in griechischer. Und wenn es auch so erscheint, als ob jeder von ihnen einer persönlichen Ordnung der Erzählung folgt, darf man nicht annehmen, dass jeder einzelne Schriftsteller sich entschieden hätte in Unkenntnis dessen, was seine Vorgänger getan hatten, zu schreiben.“

Dieser Annahme der Großkirche standen divergierende Ansichten von Vertretern heterodoxer, oft gnostisch beeinflusster Strömungen gegenüber. So soll das von Marcion verbreitete Evangelium eine von ihm „gesäuberte“ Fassung des Lukasevangeliums gewesen sein, die übrigen Evangelien verwarf er.
Tatian verfasste eine Evangelienharmonie, die sehr weit verbreitet war und besonders im Osten des Römischen Reichs gelesen wurde. Während diese Harmonie auf den vier kanonischen Evangelien beruhte, sollen nach 70 verbliebene judenchristliche Gruppen Eusebius zufolge, der sich hier auf Hegesippus stützt, eigene Evangelien verwendet haben (Hebräerevangelium, Ebionitenevangelium, Nazaräerevangelium). Deren Verhältnis zu dem angenommenen hebräischen Urevangelium des Matthäus bleibt in den antiken Quellen unklar und widersprüchlich.

## Neuzeitliche Forschung
Im 18. Jahrhundert begann die textkritische Bearbeitung der synoptischen Evangelien und damit auch die Beschäftigung mit dem synoptischen Problem. In der Forschung gilt heute als sicher, dass das kanonische Matthäusevangelium auf Griechisch verfasst wurde, also nicht in einer hebräischen Urform existierte. Die Synoptiker sind untereinander abhängig. Heute ist die Zweiquellentheorie der synoptischen Evangelien, die im 19. Jahrhundert unter anderem von Christian Hermann Weisse (1838) und Heinrich Julius Holtzmann (1863) entwickelt wurde, die noch immer am weitesten verbreitete literarkritische Hypothese des Neuen Testaments, die die Abhängigkeiten zu erklären versucht. Ihr zufolge sind Lukas und Matthäus jeweils vom Markusevangelium und einer verlorenen Spruchquelle („Q“) abhängig, die eine Sammlung mit Sprüchen und Reden Jesu enthielt. Wie das Urevangelium lässt sich aber auch das Vorhandensein dieser Logienquelle Q historisch nicht nachweisen.

## Diskrepanz und Lösungsvorschläge
Die Angaben der antiken Kirchenväter und die Ergebnisse der neuzeitlichen Bibelforschung passten in vielen Punkten nicht zusammen, weshalb unterschiedliche Hypothesen vertreten wurden, um diese Diskrepanzen zu versöhnen. Unter diesen Lösungsvorschlägen befinden sich auch sogenannte Urevangeliumshypothesen, die von einem nicht kanonischen, ersten Evangelium ausgehen.
Richard Simon vermutete, dass das hebräische oder aramäische Matthäusevangelium mit dem Nazaräerevangelium identisch sei. Gotthold Ephraim Lessing stellte 1778 die Hypothese auf, dass sich die vier kanonischen Evangelien aus dem hebräischen Nazaräerevangelium entwickelt hätten. Die Griesbach-Hypothese oder Zwei-Evangelien-Theorie versuchte, die traditionelle, aus den Angaben des Eusebius abgeleitete kirchliche Lehre zu stützen. Sie geht daher von Matthäus als dem ersten Evangelium aus, auf dem das Lukas- und das demgegenüber stark gekürzte Markusevangelium beruhten. Die von Augustinus genannte Reihenfolge wird also etwas abgeändert. Johann Gottfried Eichhorn vermutete 1804, das aramäische Urevangelium habe den drei Synoptikern in jeweils unterschiedlicher Form vorgelegen. Die Farrerhypothese, die sich gegen die Zweiquellentheorie wendet, setzt wie diese das kurze Markusevangelium an den Anfang. Von ihm hänge das Matthäusevangelium und von beiden das Lukasevangelium ab.
Weitere Theorien fassen die Aussage des Papias in übertragenem Sinn auf. So habe Matthäus nicht auf Hebräisch, sondern nur im Stil der Hebräer geschrieben. Andere vermuteten, Matthäus habe nicht ein, sondern zwei Evangelien verfasst, davon ein verlorenes auf Hebräisch.

## Das Urevangelium heute
Neue Ansätze gehen erneut von einem Urevangelium aus: James R. Edwards hält das verlorene Urevangelium des Matthäus für die einzige Quelle aller judenchristlichen Evangelien. Es liege auch dem Sondergut des Lukasevangeliums zugrunde (Quelle „L“, d. i. Material, das nicht bei den anderen Synoptikern vorkommt).
Unabhängig davon glauben andere, ein traditionelles Urevangelium habe bereits um etwa 50 vorgelegen und die Ur-Passionsgeschichte enthalten, die in alle anderen Evangelien eingeflossen sei. Eine frühe Passionserzählung aus der Zeit vor der Zerstörung des Jerusalemer Tempels, die sowohl von Markus als auch (möglicherweise in einer anderen Fassung) von Johannes benutzt wurde, nehmen auch zahlreiche Forscher an, die weiterhin die Zweiquellentheorie vertreten.